# 海老名総合病院
海老名総合病院（えびなそうごうびょういん）は、神奈川県海老名市にある医療機関。社会医療法人ジャパンメディカルアライアンスが運営する急性期病院である。2008年2月27日に県央保健医療圏で初となる地域医療支援病院の承認を受けた。2017年4月1日には県央保健医療圏で唯一の救命救急センターを設置。地域の基幹病院として24時間365日、断らない救急医療の実現を目指す。理念は、「仁愛の心で 地域の皆様とともに」。特定関連病院に、日本医科大学病院、関連病院に東海大学病院がある。

## 沿革
- 1983年（昭和58年）9月 - 海老名総合病院を開設。
- 2001年（平成13年）4月 - 新館を開設。
- 2003年（平成15年）7月 - 「医療法人社団仁愛会」を「医療法人社団ジャパンメディカルアライアンス」に名称変更。
- 2004年（平成16年）3月 - 「医療法人社団仁愛会」を「特定医療法人ジャパンメディカルアライアンス」へ移行。
- 2008年（平成20年）2月 - 地域医療支援病院の承認を受ける。
- 2008年（平成20年）12月 - 病院機能評価Ver.5.0認定を受ける。
- 2009年（平成21年）4月 - 「特定医療法人ジャパンメディカルアライアンス」を「社会医療法人ジャパンメディカルアライアンス」へ移行。
- 2017年（平成29年）4月 - 救命救急センターを設置。
- 2020年（令和2年）5月 - 東館を開設。

## 診療科目
- 内科
- 循環器科
- 呼吸器科
- 神経内科
- 小児科
- リウマチ科
- 外科
- 整形外科
- 形成外科
- 脳神経外科
- 心臓血管外科
- 産婦人科
- 眼科
- 皮膚科
- 泌尿器科
- 麻酔科
- 放射線科
- リハビリテーション科
- 歯科・歯科口腔外科
- 救急集中治療科

センター
- 救命救急センター
- 心臓血管センター
- 糖尿病センター
- マタニティセンター

## 医療機関の指定等
- 地域医療支援病院
- 臨床研修指定病院
- 救命救急センター

## ギャラリー

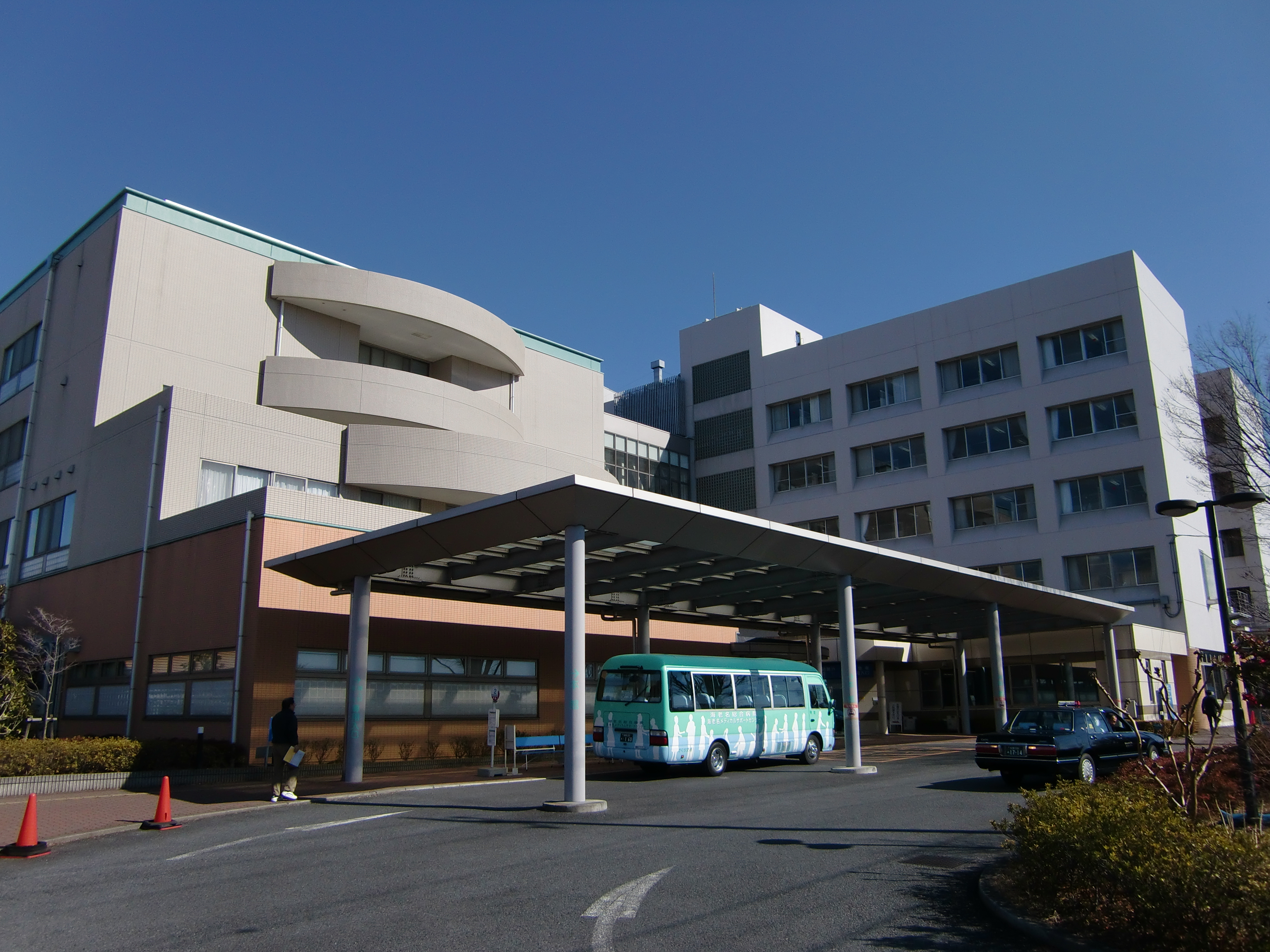
海老名総合病院　新館
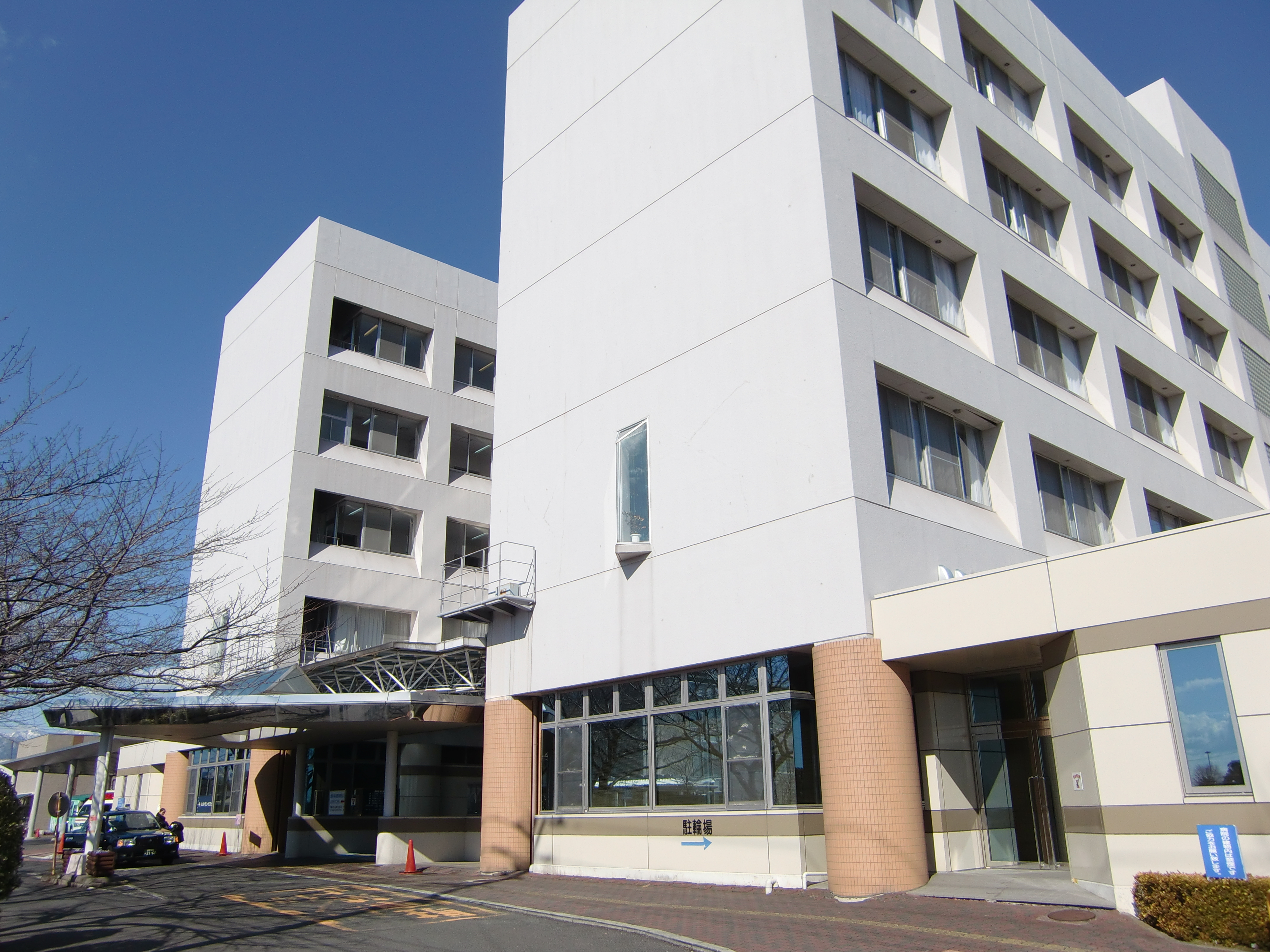
海老名総合病院 本館
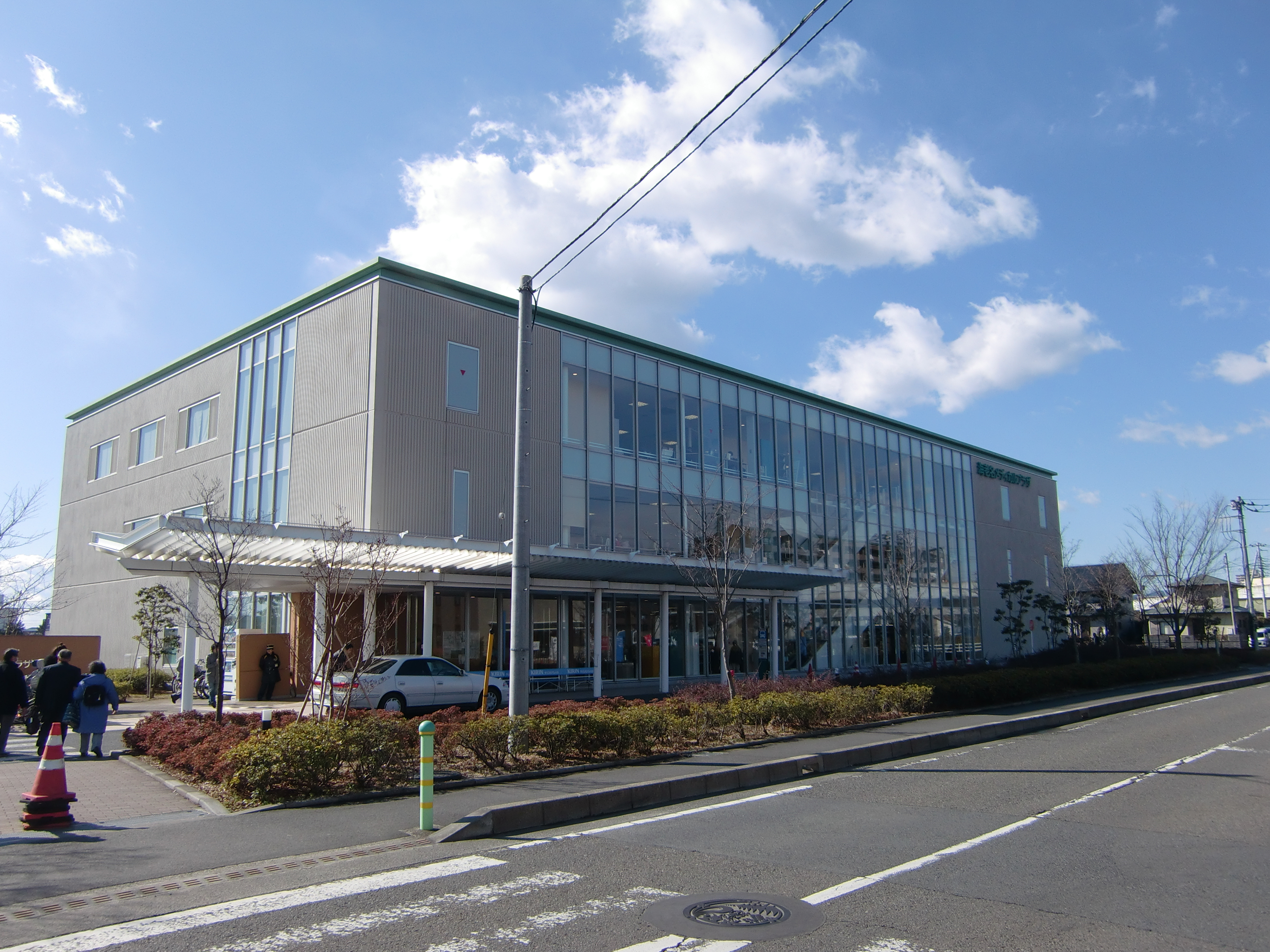
海老名メディカルプラザ

## 交通アクセス
- 小田急小田原線・相鉄本線・JR東日本相模線：海老名駅下車、東口より徒歩約12分。

- 海老名駅東口より無料シャトルバスを運行。

- 圏央道：海老名ICより車で約5分。

## 関連施設
- 海老名メディカルプラザ（北緯35度26分47.5秒 東経139度23分6.8秒 / 北緯35.446528度 東経139.385222度）
- 海老名メディカルサポートクリニック（北緯35度26分52.7秒 東経139度23分21秒 / 北緯35.447972度 東経139.38917度）
- 座間総合病院